# Lucio Aurunculeyo Cota
Lucio Aurunculeyo Cota (en latín, Lucius Aurunculeius Cotta, m. 54 a. C.) fue un oficial del ejército de las Galias de Cayo Julio César. Lo poco que se sabe sobre este Cota se encuentra en el Libro V de la obra de César Comentarios a la guerra de las Galias. En el año 54 a. C., cuando César regresó de su segunda expedición a Britania, encontró que escaseaban las provisiones de manera que distribuyó sus ocho legiones entre un gran número de estados galos de los cuales podrían conseguir su sustento a lo largo del invierno. A la octava legión, que había levado recientemente del otro lado del Po (trans Padum) añadió otras cinco cohortes. Al mando de esta legión y las otras cohortes, puso a Quinto Titurio Sabino y Lucio Aurunculeyo Cota. Ambos fueron nombrados Legati.
Las tropas de Sabino y Cota fueron enviadas por César al país de los eburones, en la Galia Bélgica, cuya mayor parte queda entre los ríos Mosa y Rin donde ellos establecieron el Fuerte Atuátuca en el que pasar el invierno. La tribu de los eburones estaba regida por Ambíorix y Catuvolco. Estos dos, instigados por los tréveros, reunieron a sus hombres y después de una quincena, cayeron sobre un destacamento de romanos que estaban recogiendo leña. Los merodeantes eburones asaltaron el fuerte romano. La infantería romana montó los terraplenes y despachó un escuadrón de caballería hispana, cayendo sobre el flanco del enemigo y los derrotó de forma aplastante en aquella ocasión.
Entonces, Ambíorix parlamentó con los romanos y él admitió a César que habían tomado su parte en ciertas disputas con otras tribus galas pero dijo que, a pesar de la fuerza limitada de los eburones, se vio obligado a emprender acciones por la presión de otras tribus que estaban decididas a ganar su libertad frente al yugo romano. Señaló que una gran fuerza de germanos, muy enojados por los éxitos de César estaban empezando a arrasarlo todo cruzando el Rin y se ofreció a dar a los romanos un pase seguro al Fuerte de cualquiera de las dos legiones cercanas.
Los representantes romanos, Quinto Junio, un hispano y Gayo Arpinio, llevaron las noticias al fuerte. Se formó un consejo de guerra, al que acudieron los oficiales más destacados. Durante este consejo, se plantearon dos opiniones opuestas. Hablando primero, Cota arguyó que no debían moverse sin una orden de César. Señaló que la experiencia había demostrado que podían resistirse a los germanos desde detrás de las fortificaciones de un fuerte romano, que ellos tenían muchas provisiones, tenían la ayuda a fácil alcance por parte de las legiones vecinas y que no debían confiar ni en las noticias ni en los consejos de un enemigo.
Sabino asumió un punto de vista adusto. Negando que lo motivara el miedo, dijo que creía que César estaba de camino a Italia, que los germanos iban a sumar al número de los eburones que asediaban y que parecía que ellos se iban a enfrentar a la ira combinada de los germanos y galos movidos por el rencor, pues seguramente los eburones débiles militarmente no se atreverían a enfrentarse a las legiones romanas en caso contrario. Más aún, dijo que sería mejor intentar alcanzar a la legión más próxima y enfrentarse a los problemas con sus camaradas que arriesgarse al hambre a través de un asedio prolongado. Los oficiales dijeron a los comandantes que no era tan importante qué opinión prevaleciera sino que la decisión fuese unánime. Forzaron finalmente a Cota a dar su brazo a torcer y prevaleció la opinión de Sabino.
Los romanos pasaron la noche en desorden, reuniendo sus pertenencias y preparándose a salir del fuerte cuando llegase la mañana. El enemigo oyó el movimiento en el fuerte y preparó una emboscada. Cuando vino la mañana, los romanos, en orden de marcha, (largas columnas de soldados con cada unidad siguiendo una detrás de otra), con mucha más carga de lo habitual, salieron del fuerte. Cuando la mayor parte de la columna había entrado en un barranco, los galos los asaltaron desde ambos lados y buscaron acosar a la retaguardia e impedir a la vanguardia que dejase el barranco.
César señala que Sabino enloqueció, corriendo de cohorte a cohorte y lanzando órdenes inútiles. Cota, en contraste, mantuvo su frialdad y cumplió con su deber de comandante en acción, su deber como un soldado. Debido a la longitud de la columna, los comandantes no podían emitir órdenes con eficacia de manera que pasaron la palabra a lo largo de la fila a las unidades que formaran un cuadrado. Las tropas lucharon con valentía aunque con miedo y en los choques tuvieron éxito. Así, Ambiórix ordenó a sus hombres que lanzaran las lanzas a las tropas, que se retirasen si los superaban y que persiguieran a los romanos cuando ellos intentaran colocarse en línea. Durante el enfrentamiento, Cota recibió un golpe en la cara de una piedra lanzada con una honda.
Entonces Sabino envió un mensaje a Ambiórix para tratar la rendición. Ambiórix accedió a la petición. Cota rechazó entrar en negociaciones y permaneció firme en su rechazo a rendirse. Sabino, sin embargo, siguió con su plan de rendirse. Sin embargo, Ambíorix, después de prometer a Sabino su vida y la salvación de sus tropas, hizo que se rindiera. Los galos entonces cargaron contra ellos en masa donde mataron a Cota, aún peleando, y a la gran mayoría de las tropas. El resto se retiraron al fuerte donde, desesperando de obtener ayuda, se mataron entre sí. Sólo unos pocos hombres consiguieron escapar para informar a Tito Labieno, un teniente general de una legión próxima, del desastre.
César menciona a Cota otras veces en sus Comentarios. En el Libro II, cap. 11, durante la campaña belga, César nombró a Cota y Quinto Pedio para comandar la caballería. En el libro IV, cap. 22, César dejó a Cota y a Sabino al mando de las legiones en la Galia para reprimir a los menapios y los mórinos si causaban problemas mientras César llevaba a cabo su segunda invasión de Britania. En el Libro IV, cap. 38, después de la invasión de Britania, César señala que mientras Labieno fue enviado a apaciguar a los mórinos, Cota y Sabino regresaron de devastar los territorios de los menapios, que huyeron hacia los densos bosques en su territorio. César relata, en el libro V, cap. 52, cómo supo de la muerte de Cota y Sabino por prisioneros capturados por la guarnición asediada de Q. Tulio Cicerón, otro teniente-general, cuya fuerza fue la siguiente en ser atacada después del desastre de Atuátuca. En el Libro VI, cap. 32, César al pasar señala que el nombre del fuerte, en el que Cota y Sabino habían acampado durante sus últimos días luchando contra los eburones, era Atuátuca. En el Libro VI, 37, César relata cómo los soldados del fuerte de Atuátuca, ellos mismos asediados por los germanos, fueron amedrentados en su estación en el mismo fuerte en el que la legión de Cota y Sabino fue destruida.